# Shin Hirayama

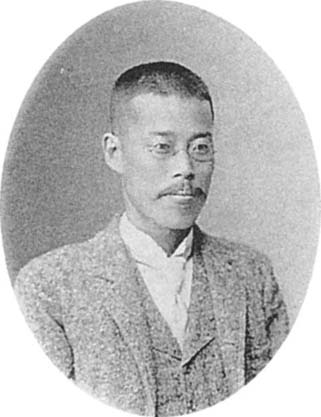
Hirayama Shin

Shin Hirayama (jap. 平山 信 Hirayama Shin; * 9.9. Keiō 3lunisolar /  greg. 6. Oktober 1867 in Edo (später Tokio); † 2. Juni 1945 im Suwa-gun) war ein japanischer Astronom.

## Leben
Hirayama Shin (Shin ist der Vorname, der in Japan traditionell dem Familiennamen nachgestellt wird) wurde am 6. Oktober 1867 als Sohn eines früheren Shōgun-Wächters in Edo, das ist der bis 1868 gültige Name des heutigen Tokio, geboren.
Er studierte Astronomie an der kaiserlichen Universität Tokio und wurde 1890 von der Regierung für weitere Studien nach England geschickt, wo er an das Royal Greenwich Observatory zu  William Huggins kam. Nach einigen Monaten empfahl dieser ihm, zu Hermann Carl Vogel an das Astrophysikalische Institut Potsdam zu gehen. So verbrachte Hirayama drei Jahre in Deutschland und studierte in Berlin und Leipzig. Zusammen mit Julius Scheiner publizierte er eine Arbeit über Photographische Aufnahmen Fraunhofer'scher Beugungsfiguren.
1895 kehrte Hirayama nach Japan zurück und wurde Professor für praktische Astronomie an der kaiserlichen Universität Tokio. Seinen Doktorgrad erhielt er 1899 unter Hisashi Terao. 1919 wurde er zum Direktor des Observatoriums von Tokio ernannt.
Hirayama forschte über Sonnenflecken und Sternspektren, er nahm an drei Expeditionen zu Sonnenfinsternissen teil. Ferner gelangen ihm Aufnahmen des Morehouse-Kometen.
Hirayama war der erste Japaner, der einen Asteroiden entdeckt hatte. Am 6. März 1900 entdeckte er auf einer lang belichteten fotografischen Aufnahme drei Spuren, von denen eine zu (235) Carolina gehörte, die beiden anderen erhielten die vorläufigen Namen 1900 FE und 1900 FF. Eine Bahnbestimmung war auf Grund der Daten nicht möglich.
Der 1902 von Auguste Charlois entdeckte Asteroid wurde von Paul Viktor Neugebauer als identisch mit 1900 FF nachgewiesen und erhielt den Namen (498) Tokio. Der andere Asteroid wurde 1912 von Adam Massinger als 1912 NT wiederentdeckt und dann als der von Hirayama entdeckte 1900 FE identifiziert. Er erhielt den Namen (727) Nipponia, abgeleitet vom japanischen Namen Nippon für Japan, wobei es in dieser Zeit noch üblich war, eine lateinische, weibliche Endung anzufügen.
Im Jahre 1928 trat Hirayama in den Ruhestand. Er war verheiratet und hatte drei Söhne und vier Töchter. Hirayama Shin starb am 2. Juni 1945 im Alter von 77 Jahren.

## Ehrungen
- Am 13. Februar 1891 wurde Hirayama Fellow der Royal Astronomical Society.[1]
- Am 30. November 1909 wurde er zum Mitglied der kaiserlichen Akademie Japans gewählt.[8]
- Im Jahre 1970 benannte die Internationale Astronomische Union den Mondkrater Hirayama offiziell nach Shin Hirayama und dem weiteren japanischen Astronomen Kiyotsugu Hirayama.[9]